# کسب‌وکار حسابی
کسب‌وکار حسابی (به انگلیسی: Big Business) یک فیلم کمدی صامت به کارگردانی جیمز دبلیو هورن و لئو مک‌کری است که در سال ۱۹۲۹ منتشر شد. از بازیگران آن می‌توان به استن لورل، اولیور هاردی، و  جیمز فینلیسون اشاره کرد. این فیلم به سبب اهمیت فرهنگی-هنری‌اش در سال ۱۹۹۲ در فهرست ملی ثبت فیلم قرار گرفت.

## خلاصه داستان
در شهری کوچک از ایالت کالیفرنیا (که اصولاً منطقه‌ای گرمسیر است)، لورل و هاردی خانه‌به‌خانه به در منازل می‌روند تا «درخت کریسمس» بفروشند. در یکی از این منازل، مردی بد اَخم و کم‌حوصله (با بازی  جیمز فینلیسون) زندگی می‌کند که خیلی زود از اصرار و سماجتِ لورل و هاردی در فروش درخت، به ستوه آمده و با یک قیچیِ بزرگِ باغبانی، درخت آن‌ها را قطعه‌قطعه می‌کند. لورل و هاردی هم برای تلافی، به چارچوب در منزل او آسیب می‌زنند و تکه‌ای از آن را می‌برند و بعد زنگ منزلش را از جا می‌کنند. صاحبخانهٔ عصبانی این بار، قطعاتی از لباس آن‌ها را می‌بُرد. در ادامه، کار بیخ پیدا می‌کند و صاحبخانه ابتدا تک‌تک درختان کریسمس آن‌ها را قیچی کرده و سپس ماشین آن‌ها را داغان می‌کند. لورل و هاردی هم به تلافی منزل او را تخریب می‌کنند. کم‌کم مردم جمع می‌شوند و یک افسر پلیس (با بازی تاینی سندفورد) وارد ماجرا می‌شود و سعی می‌کند با پادرمیانی، ماجرا را حل‌وفصل کند. لورل و هاردی در انتها و برای نشان دادن حسن نیت خود، علاوه بر آشتی، سیگاری به مرد صاحبخانه تعارف می‌کنند. زمانی که این دو خداحافظی کرده و دور می‌شوند، صاحبخانه سیگار را روشن می‌کند، اما ترقه‌ای که در درون آن تعبیه شده بود، در صورتش منفجر می‌شود.

## بازیگران
- استن لورل
- اولیور هاردی
- جیمز فینلیسون
- تاینی سندفورد
- چارلی هال
- لایل تیو